# エルマ (対潜迫撃砲)
エルマ対潜迫撃砲は、スウェーデンのサーブ社が開発した対潜迫撃砲。

## 概要
哨戒艇などに搭載し、主に平時の領海警備に使用して、潜水艦を浮上させ拿捕することを目的とした小型対潜迫撃砲である。あえて小型にすることで直撃しても潜水艦を撃沈してしまわない程度の威力に押さえてある。成形炸薬の炸裂により潜水艦の外殻に穴が開けば、潜水艦は潜行が困難になり浮上せざるをえなくなる。

## 開発経緯
当時、スウェーデンでは漁船の魚網が引き裂かれる事例が多数あり、ソ連潜水艦による領海侵犯が日常的に行われている証左とされていた。1981年には、ソ連海軍のウィスキー型潜水艦がカールスクルーナ近郊で座礁するという、ウィスキー・オン・ザ・ロック事件も発生した。この事件自体は航法ミスによる偶発的なものであったが、当初、スウェーデン政府は、同国海軍の魚雷のテストを偵察するための領海侵犯であると疑っていた。これらの状況を受けて、スウェーデン沿岸での特殊潜航艇との交戦を主眼として、1983年中盤より開発開始したのが本砲である。
本砲システムは、固定式の9連装発射器4基を1セットとして使用する多弾散布型の前投式対潜兵器である。弾頭は、歩兵携行用のカールグスタフ無反動砲の砲弾を基にした成形炸薬弾であり、潜水艦の耐圧殻にユーロ硬貨大の穴を穿つことで浮上を強要する。信管は着発式、一度の斉射で80×100メートルの範囲に着水して沈降する。
|          | M83        | M90    |
| 全長     | 267 mm     | 465 mm |
| 発射重量 | 4.2 kg     | 5.7 kg |
| 射程     | 250～300 m | 600 m  |

発射機についても、下記の通りに順次に改良が重ねられた。
LLS-920
初期型。M83のみを発射可能。
ASW-600
M90の運用に対応した改良型。1992年に実用化された。
ASW-601
調整可能なマウント2基（それぞれ9連装発射機×2基ずつ）により構成されていた。1995年に実用化された。
ASW-604
ヘリコプター搭載用。20連装発射機1〜2基から構成されており、M90の運用に対応していた。
ALECTO
当初はKAS-90、KAS-2000と称されていた。127mm口径に大口径化（弾体重量15〜16 kg）し、最大射程2,000メートルに延伸する予定であったが、後に開発中止された。

## 採用国と搭載艦
スウェーデン海軍
- ストックホルム級コルベット（ASW-600）
- イェーテボリ級コルベット（ASW-601）
- タッペル級哨戒艇（英語版）（ASW-600）
- フギン級ミサイル艇（ASW-600）
- ランドソルト級機雷掃討艇（英語版）（ASW-601）

 フィンランド海軍
- ラウマ級ミサイル艇（ASW-600）
- ハミナ級ミサイル艇（ASW-601）

また日本もASW-601を試験的に購入したとされている。

## 登場作品
アニメ・漫画
『OBSOLETE』
第4話にて、汎用人型機械エグゾフレームが携行できるように改造したものが登場。PMCサーベラス社のエグゾフレームが、ペルシア湾の海中を潜行するテロリストのエグゾフレームに対して使用する。
小説
『ハンターキラー 最後の任務』
海中を潜行する傭兵部隊に対して使用する。